# Histrionicus histrionicus

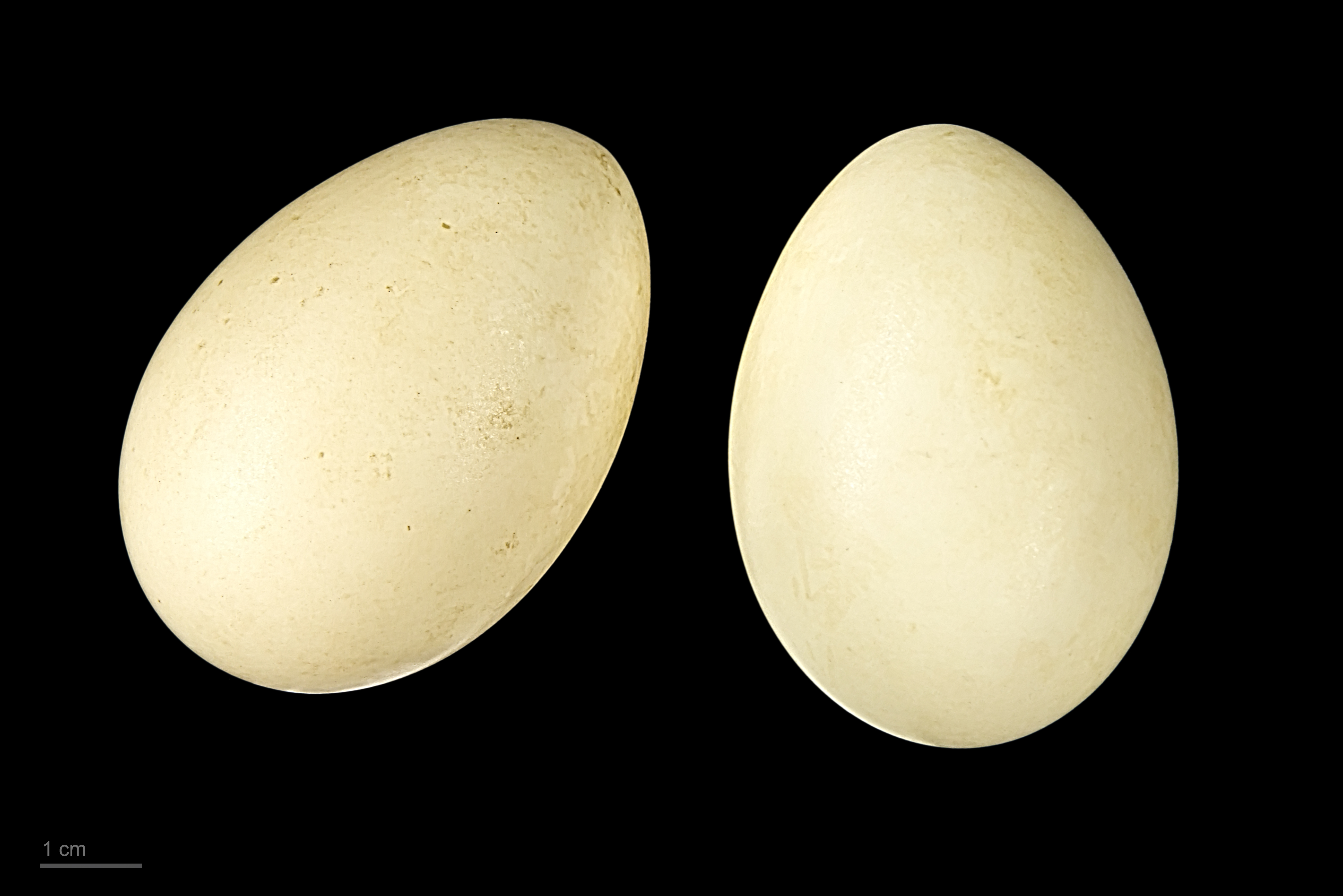
Histrionicus histrionicus

La moretta arlecchino (Histrionicus histrionicus, Linnaeus 1758) è una piccola anatra marina unica rappresentante del genere Histrionicus.

## Descrizione
I maschi adulti sono blu ardesia con i fianchi castani e presentano varie macchie bianche, tra cui una mezzaluna bianca alla base del becco. Le femmine adulte sono poco colorate, con il loro piumaggio grigio-brunastro ed una macchia bianca sulla testa, intorno all'occhio. Entrambi gli adulti hanno una macchia bianca sull'orecchio.

## Habitat
Il suo habitat di nidificazione sono i freddi e rapidi ruscelli del Nordamerica nord-occidentale e nord-orientale, della Groenlandia, dell'Islanda e della Russia occidentale. Il nido è situato solitamente in un luogo ben riparato sul suolo nei pressi di un ruscello.
È migratrice su brevi distanze e la maggior parte sverna sulle coste rocciose atlantiche e pacifiche. Gli esemplari che raggiungono l'Europa occidentale sono rarissimi.

## Alimentazione
Questi uccelli si nutrono nuotando sotto il pelo dell'acqua o immergendosi. Possono anche tuffarsi. Si nutrono di molluschi, crostacei e insetti.

## Popolazione
La popolazione del Nordamerica orientale sta diminuendo di numero e viene considerata in pericolo. Le possibili cause comprendono la perdita dell'habitat in seguito a progetti idroelettrici e la morte dovuta alle fuoriuscite di petrolio nei pressi delle aree costiere.

## Specie fossili
Al giorno d'oggi, questa è la sola specie del suo genere. Grazie ai fossili sono state descritte due morette arlecchine preistoriche, nonostante in un primo momento vennero classificate in un genere diverso: Histrionicus shotwelli, proveniente dai depositi del Miocene medio e superiore dell'Oregon, Stati Uniti, che venne considerata membro di un genere monotipico, Ocyplonessa, e Histrionicus ceruttii, che visse in California durante il Pliocene superiore e venne dapprima considerata una specie del genere imparentato Melanitta.
La moretta arlecchina deve il suo nome ad Arlecchino, in francese Harlequin, un personaggio della Commedia dell'arte che indossa abiti coloratissimi. Il nome specifico deriva dalla parola latina "histrio", "attore".